# Igreja de Nossa Senhora do Bom Sucesso
A Igreja de Nossa Senhora do Bom Sucesso, localiza-se na Póvoa da Galega, e que pertence à paróquia de Milharado, do patriarcado de Lisboa. Abriga um altar com boa talha no qual há uma imagem de Nossa Senhora ereta por concessão do cardeal Tomás de Almeida.